# Brasão de Roraima
O Brasão de Roraima é o emblema heráldico e um dos símbolos oficias do estado brasileiro de Roraima.

## História
Foi escolhido de forma democrática, por meio de concurso público e instituído pelo governo do estado e é de autoria de Antônio Barbosa Melo.

## Descrição heráldica
O heraldista autor assim o descreveu:
- Arroz: produto de exportação;
- Arma indígena: homenagem às tribos do estado;
- Garimpeiro: homenagem às riquezas minerais;
- Monte Roraima: serra que originou o nome do estado;
- Garça: ave típica do lugar.